# Mistrzostwa Panamerykańskie w Zapasach 1998
Mistrzostwa rozegrano w Winnipeg od 24 do 27 marca 1998 roku.

## Tabela medalowa
|    | Państwo   |    |    |    | Razem: |
| -- | --------- | -- | -- | -- | ------ |
| 1. | Kuba      | 11 | 5  | 0  | 16     |
| 2. | Kanada    | 6  | 2  | 7  | 15     |
| 3. | USA       | 5  | 5  | 9  | 19     |
| 4. | Wenezuela | 0  | 5  | 2  | 7      |
| 5. | Meksyk    | 0  | 3  | 1  | 4      |
| 6. | Kolumbia  | 0  | 1  | 1  | 2      |
| 7. | Panama    | 0  | 1  | 0  | 1      |
|    | razem:    | 22 | 22 | 20 | 64     |

## Wyniki

### W stylu klasycznym
| Waga   | złoty               | srebrny          | brązowy           |
| ------ | ------------------- | ---------------- | ----------------- |
| 54 kg  | Lázaro Rivas        | David Ochoa      | Shawn Sheldon     |
| 58 kg  | Jim Gruenwald       | Roberto Monzón   | Armando Fernández |
| 63 kg  | Juan Luis Marén     | Endrix Arteaga   | Kevin Bracken     |
| 69 kg  | Liubal Colás        | Yorli Patiño     | Chris Saba        |
| 76 kg  | Filiberto Ascuy     | Herminio Hidalgo | Keith Wilson      |
| 85 kg  | Luis Enrique Méndez | José Luis Ayala  | Dan Henderson     |
| 97 kg  | Reynaldo Peña       | Randy Couture    | Colbie Bell       |
| 130 kg | Rulon Gardner       | Héctor Milián    | Yogi Johl         |

### W stylu wolnym
| Waga   | złoty                 | srebrny          | brązowy                 |
| ------ | --------------------- | ---------------- | ----------------------- |
| 54 kg  | Wilfredo García       | Lou Rosselli     | Paul Ragusa             |
| 58 kg  | Yoendri Albear Ferrer | Javier Sanchez   | Adrian Wooley           |
| 63 kg  | Martin Calder         | Carlos Ortíz     | John Fisher             |
| 69 kg  | Yosvany Sánchez       | John Giura       | Edison Hurtado          |
| 76 kg  | Stephen E. Marianetti | Daniel González  | Kachaber Verkwiaschwili |
| 85 kg  | Yoel Romero           | Dean Morrison    | Justin Abdou            |
| 97 kg  | Wilfredo Morales      | Owen Dawkins     | Joel Sharratt           |
| 130 kg | Tolly Thompson        | Alexis Rodríguez | Yogi Johl               |

### W stylu wolnym kobiet
| Waga  | złoty               | srebrny              | brązowy            |
| ----- | ------------------- | -------------------- | ------------------ |
| 46 kg | Lyndsay Belisle     | María Barraza        | Afsoon Roshanzamir |
| 51 kg | Shannon Williams    | Melissa Drotar       | Wendy Izaguirre    |
| 56 kg | Jennifer Ryz        | Olga Lugo            | Stephanie Murata   |
| 62 kg | Trish Leibel        | Amanda Patiño        | Unise Hurtado      |
| 68 kg | Shannon Samler      | Sandra Atsuko Bacher | ----               |
| 75 kg | Christine Nordhagen | Ana Borregale        | ----               |